# 柬埔寨铁路运输
柬埔寨鐵路運輸系統主要是由柬埔寨皇家鐵路（英語：Royal Railways of Cambodia）經營。柬埔寨鐵路營業里程为612公里。

## 歷史
柬埔寨鐵路兩條路線於1930年代法属柬埔寨時期，和獨立後1960年代完工，但1970年代因柬埔寨內戰、柬埔寨共产党錯誤政策遭到破壞，直到21世紀柬埔寨透過亞洲開發銀行提供資金開始進行修復，並於2010年代陸續鐵路客運運輸。另外柬埔寨正在委託中国為其評估路線升級、新建，以及城市軌道交通。
柬埔寨皇家鐵路於2024年購入JR北海道退役的列車，共計為11列的國鐵KiHa 183型柴聯車，已完成軌距改裝和測試，將投入既有線路服務。

## 現有路線
- 北線：金邊－菩薩－馬德望－詩梳風－波別（→泰國鐵路東線），1929年動工，1932年6月部分完工，1942年全線完工。1943~1961年曾運行柬埔寨至泰国的国際列車。2018年修復，2019年恢復與泰国的鐵路連接，但最初沒有設定国際列車。直到2023年7月26日開通首列與泰國的貨運列車。[3]
- 南線：金邊－茶膠－貢布－施亞努市，267km，9.4km與北線共用。1960年建設開始，1969年全線開通。2016年恢復客運。

## 停運路線
- 機場線：金邊－金邊國際機場，2017年動工，2018年4月完工，用時30分鐘，票價10,000柬埔寨瑞爾，約2.5美元。[4]因2019冠状病毒病疫情於2020年7月停運。[5]

## 計劃中路線
- 金邊－素昆－磅湛－斯努（→越南鐵路胡志明市－祿寧鐵路）－桔井－上丁（→寮國鐵路）[6][7]

## 車輛

### 內燃機車
| 型式   | 製造地 | 製造年 |
| ------ | ------ | ------ |
| BB1000 | 法國   | 1965   |
| BB1010 | 捷克   | 1992   |
| BB1050 | 法國   | 1969   |
| BB1060 | 中国   | 2005   |
| Bde410 | 捷克   | 1993   |
| YDM-4  | 印度   | ？     |

### 內燃動車組
| 型式   | 製造地 | 製造年 | 備註               |
| ------ | ------ | ------ | ------------------ |
| RHN    | 日本   | 1971   | 泰國國家鐵路局轉讓 |
| AS1000 | 墨西哥 | 2018   | 用於機場線         |

## 連結
- 越南鐵路運輸
- 寮國鐵路運輸
- 泰國鐵路運輸

## 外部連結
- 柬埔寨皇家鐵路 （页面存档备份，存于）